# Argentína az 1988. évi téli olimpiai játékokon
Argentína a kanadai Calgaryban megrendezett 1988. évi téli olimpiai játékok egyik részt vevő nemzete volt. Az országot az olimpián 4 sportágban 15 sportoló képviselte, akik érmet nem szereztek.

## Alpesisí
Férfi
| Versenyző           | Versenyszám            | 1. futam      | 1. futam      | 2. futam | 2. futam | Összesítés    | Összesítés    |
| Versenyző           | Versenyszám            | Idő           | Hely.         | Idő      | Hely.    | Idő           | Helyezés      |
| ------------------- | ---------------------- | ------------- | ------------- | -------- | -------- | ------------- | ------------- |
| Ignacio Birkner     | Műlesiklás             | nem ért célba | nem ért célba | kiesett  | kiesett  | kiesett       | kiesett       |
| Ignacio Birkner     | Óriás-műlesiklás       | 1:14,67       | 55.           | 1:11,41  | 46.      | 2:26,08       | 46.           |
| Ignacio Birkner     | Szuperóriás-műlesiklás |               |               |          |          | kizárták      | kizárták      |
| Jorge Birkner       | Lesiklás               |               |               |          |          | 2:14,20       | 44.           |
| Jorge Birkner       | Műlesiklás             | 1:01,11       | 38.           | 55,86    | 25.      | 1:56,97       | 26.           |
| Jorge Birkner       | Óriás-műlesiklás       | 1:13,36       | 52.           | 1:10,87  | 45.      | 2:24,23       | 45.           |
| Jorge Birkner       | Szuperóriás-műlesiklás |               |               |          |          | 1:53,79       | 39.           |
| Jorge Carlos Eiras  | Műlesiklás             | nem ért célba | nem ért célba | kiesett  | kiesett  | kiesett       | kiesett       |
| Javier Rivara       | Lesiklás               |               |               |          |          | 2:16,79       | 45.           |
| Javier Rivara       | Műlesiklás             | 1:01,12       | 39.           | kizárták | kizárták | kiesett       | kiesett       |
| Javier Rivara       | Óriás-műlesiklás       | 1:15,69       | 56.           | 1:12,96  | 47.      | 2:28,65       | 47.           |
| Javier Rivara       | Szuperóriás-műlesiklás |               |               |          |          | nem ért célba | nem ért célba |
| Federico Van Ditmar | Óriás-műlesiklás       | nem ért célba | nem ért célba | kiesett  | kiesett  | kiesett       | kiesett       |
| Federico Van Ditmar | Szuperóriás-műlesiklás |               |               |          |          | nem ért célba | nem ért célba |

| Versenyző     | Versenyszám | Lesiklás | Lesiklás | Lesiklás | Műlesiklás    | Műlesiklás    | Műlesiklás | Műlesiklás | Műlesiklás | Műlesiklás | Műlesiklás | Összesítés | Összesítés |
| Versenyző     | Versenyszám | Lesiklás | Lesiklás | Lesiklás | 1. futam      | 1. futam      | 2. futam   | 2. futam   | Össz.      | Össz.      | Össz.      | Összesítés | Összesítés |
| Versenyző     | Versenyszám | Idő      | Pont     | Hely.    | Idő           | Hely.         | Idő        | Hely.      | Idő        | Pont       | Hely.      | Pont       | Helyezés   |
| ------------- | ----------- | -------- | -------- | -------- | ------------- | ------------- | ---------- | ---------- | ---------- | ---------- | ---------- | ---------- | ---------- |
| Jorge Birkner | Összetett   | 1:59,37  | 137,65   | 46.      | 49,74         | 24.           | 48,67      | 23.        | 1:38,41    | 106,34     | 22.        | 243,99     | 24.        |
| Javier Rivara | Összetett   | 1:58,28  | 125,62   | 44.      | nem ért célba | nem ért célba | kiesett    | kiesett    | kiesett    | kiesett    | kiesett    | kiesett    | kiesett    |

Női
| Versenyző          | Versenyszám            | 1. futam      | 1. futam      | 2. futam      | 2. futam      | Összesítés    | Összesítés    |
| Versenyző          | Versenyszám            | Idő           | Hely.         | Idő           | Hely.         | Idő           | Helyezés      |
| ------------------ | ---------------------- | ------------- | ------------- | ------------- | ------------- | ------------- | ------------- |
| Carolina Birkner   | Műlesiklás             | 59,57         | 34.           | 58,15         | 22.           | 1:57,72       | 22.           |
| Carolina Birkner   | Óriás-műlesiklás       | 1:06,46       | 37.           | 1:14,30       | 25.           | 2:20,76       | 24.           |
| Carolina Birkner   | Szuperóriás-műlesiklás |               |               |               |               | 1:28,42       | 36.           |
| Magdalena Birkner  | Műlesiklás             | kizárták      | kizárták      | kiesett       | kiesett       | kiesett       | kiesett       |
| Magdalena Birkner  | Óriás-műlesiklás       | nem ért célba | nem ért célba | kiesett       | kiesett       | kiesett       | kiesett       |
| Carolina Eiras     | Lesiklás               |               |               |               |               | 1:37,37       | 27.           |
| Carolina Eiras     | Műlesiklás             | 57,17         | 32.           | 55,56         | 20.           | 1:52,73       | 20.           |
| Carolina Eiras     | Óriás-műlesiklás       | 1:07,92       | 39.           | 1:14,16       | 24.           | 2:22,08       | 25.           |
| Carolina Eiras     | Szuperóriás-műlesiklás |               |               |               |               | 1:29,87       | 37.           |
| Astrid Steverlynck | Lesiklás               |               |               |               |               | 1:41,64       | 28.           |
| Astrid Steverlynck | Műlesiklás             | 1:03,06       | 37.           | 1:01,96       | 24.           | 2:05,02       | 24.           |
| Astrid Steverlynck | Óriás-műlesiklás       | 1:10,63       | 42.           | nem ért célba | nem ért célba | kiesett       | kiesett       |
| Astrid Steverlynck | Szuperóriás-műlesiklás |               |               |               |               | 1:36,51       | 41.           |
| Mariela Vallecillo | Lesiklás               |               |               |               |               | nem ért célba | nem ért célba |
| Mariela Vallecillo | Szuperóriás-műlesiklás |               |               |               |               | 1:33,49       | 39.           |

| Versenyző          | Versenyszám | Lesiklás | Lesiklás | Lesiklás | Műlesiklás    | Műlesiklás    | Műlesiklás | Műlesiklás | Műlesiklás | Műlesiklás | Műlesiklás | Összesítés | Összesítés |
| Versenyző          | Versenyszám | Lesiklás | Lesiklás | Lesiklás | 1. futam      | 1. futam      | 2. futam   | 2. futam   | Össz.      | Össz.      | Össz.      | Összesítés | Összesítés |
| Versenyző          | Versenyszám | Idő      | Pont     | Hely.    | Idő           | Hely.         | Idő        | Hely.      | Idő        | Pont       | Hely.      | Pont       | Helyezés   |
| ------------------ | ----------- | -------- | -------- | -------- | ------------- | ------------- | ---------- | ---------- | ---------- | ---------- | ---------- | ---------- | ---------- |
| Carolina Birkner   | Összetett   | 1:25,10  | 133,34   | 31.      | 46,70         | 24.           | 48,78      | 24.        | 1:35,48    | 122,61     | 25.        | 255,95     | 25.        |
| Carolina Eiras     | Összetett   | 1:24,93  | 130,72   | 30.      | 45,79         | 23.           | 49,06      | 25.        | 1:34,85    | 117,38     | 23.        | 248,10     | 24.        |
| Astrid Steverlynck | Összetett   | 1:26,89  | 160,97   | 32.      | nem ért célba | nem ért célba | kiesett    | kiesett    | kiesett    | kiesett    | kiesett    | kiesett    | kiesett    |
| Mariela Vallecillo | Összetett   | 1:27,25  | 166,52   | 33.      | 50,16         | 26.           | 52,98      | 26.        | 1:43,14    | 186,20     | 26.        | 352,72     | 26.        |

## Biatlon
| Versenyző      | Versenyszám  | Lövőhiba | Időeredmény | Helyezés |
| -------------- | ------------ | -------- | ----------- | -------- |
| Luis Argel     | 10 km sprint | 8        | 35:25,1     | 68.      |
| Luis Argel     | 20 km egyéni | 11       | 1:23:47,6   | 67.      |
| Alejandro Giró | 10 km sprint | 3        | 33:55,4     | 65.      |
| Alejandro Giró | 20 km egyéni | 5        | 1:16:34,4   | 64.      |
| Gustavo Giró   | 10 km sprint | 6        | 36:38,8     | 70.      |
| Gustavo Giró   | 20 km egyéni | kizárták | kizárták    | kizárták |

## Sífutás
Férfi
| Versenyző      | Versenyszám | Eredmény      | Helyezés      |
| -------------- | ----------- | ------------- | ------------- |
| Julio Moreschi | 15 km       | nem ért célba | nem ért célba |
| Julio Moreschi | 30 km       | 1:41:40,3     | 71.           |
| Julio Moreschi | 50 km       | 2:28:36,5     | 59.           |

## Szánkó
| Versenyző      | Versenyszám | 1. futam | 1. futam | 2. futam | 2. futam | 3. futam | 3. futam | 4. futam | 4. futam | Összesítés | Összesítés |
| Versenyző      | Versenyszám | Idő      | Hely.    | Idő      | Hely.    | Idő      | Hely.    | Idő      | Hely.    | Idő        | Helyezés   |
| -------------- | ----------- | -------- | -------- | -------- | -------- | -------- | -------- | -------- | -------- | ---------- | ---------- |
| Rubén González | Férfi egyes | 49,567   | 32.      | 49,628   | 32.      | 53,685   | 36.      | 48,947   | 31.      | 3:21,827   | 33.        |